# Lepanthopsis vellozicola
Lepanthopsis vellozicola är en orkidéart som beskrevs av R.C.Mota, F.Barros och João Renato Stehmann. Lepanthopsis vellozicola ingår i släktet Lepanthopsis och familjen orkidéer. Inga underarter finns listade i Catalogue of Life.